# 石坂站

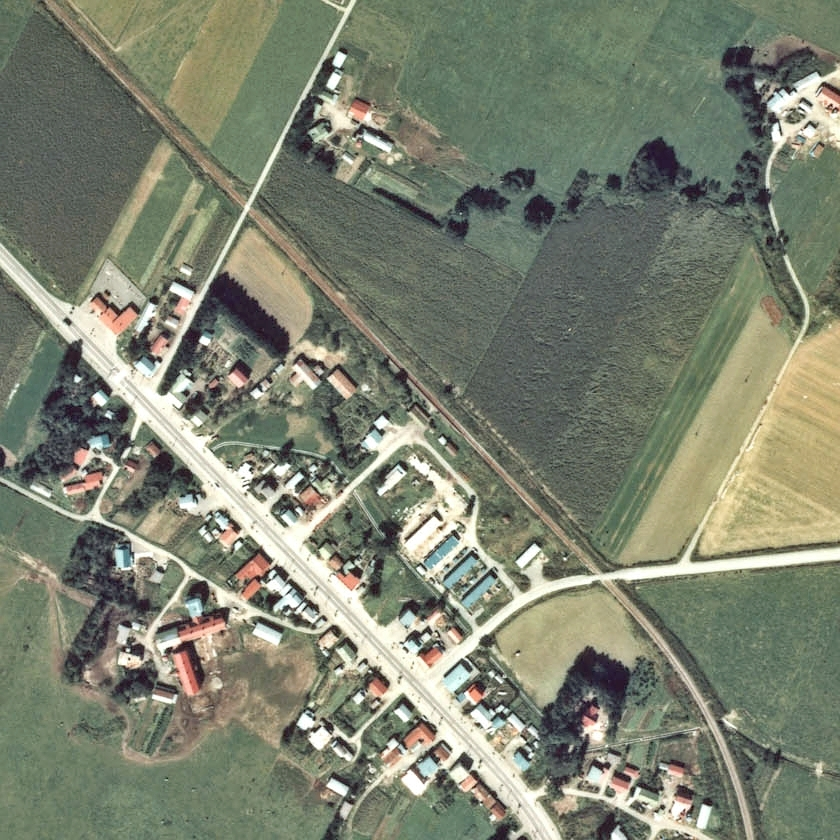
1977年的石坂站與方圓約500米範圍。右下方是廣尾方向。

石坂站（日语：／ Ishizaka eki */?）是位於北海道廣尾郡大樹町字石坂，日本國有鐵道（國鐵）的廣尾線車站（廢站）。隨著廣尾線全線廢線，車站在1987年（昭和62年）2月2日廢除。

## 歷史
- 1932年（昭和7年）11月5日 - 國有鐵道廣尾線 大樹站至廣尾站之間開通（廣尾線全線開通），此站啟用[2]。當時為一般車站[1]。
- 1960年（昭和35年）4月1日 - 成為業務委託車站。
- 1963年（昭和38年）1月1日 - 車站結束處理貨物[1]。
- 1974年（昭和49年）
  - 10月1日 - 車站結束接收小行李。
  - 12月15日 - 車站結束發送小行李[3]。成為無人車站[4]。
- 1987年（昭和62年）2月2日 - 廣尾線全線廢除，此站也廢除[1]。

### 站名的由來
此站地方的開拓是在1898年（明治31年），由石坂善七開設農場。當時富山、石川兩縣的團體遷入此地。
為了紀念開拓者，因此車站取自該人，後來更成為地名。

## 車站構造
截至車站廢除前，此站是地面車站，設有1面1線的單式月台。月台位於路軌西方（廣尾方向的列車會開啟右邊車門）。此站沒有轉轍器。
此站是無人車站，在有人車站的時代還有車站大樓。車站大樓位於站內西邊，與月台有一點距離。

## 使用狀況
在1981年度（昭和56年度），1日平均上下車人次為20人。

## 車站周邊
- 國道236號（廣尾國道）[8]
- 石坂郵局
- 大樹町立石坂小學
- 紋別川[8]
- 十勝巴士（日语：十勝バス）「石坂」巴士站

## 現況
截至1999年（平成11年），鐵路相關設施已經不存在，遺址建設了幼兒園。截至2010年（平成22年）也是同樣。路軌遺址變成碎石路。

## 相鄰車站
日本國有鐵道
廣尾線
大樹－石坂－豐似

## 注腳
1. 1 2 3 4 5  石野哲（編）. . JTB. 1998: 891. ISBN 978-4-533-02980-6 （日语）.
2. 1 2 3 4  書籍《国鉄全線各駅停車1 北海道690駅》（小學館，1983年7月發行）140頁。
3. ↑  . 官報. 1974-12-12 （日语）.
4. ↑  . 鐵道公報 (日本國有鐵道總裁室文書課). 1974-12-12: 4 （日语）.
5. 1 2  本多 貢. 児玉　芳明 , 编. . 札幌市: 北海道新聞社. 1995-01-25: 138  [2018-10-16]. ISBN 4893637606. OCLC 40491505 （日语）.
6. ↑   第1版. 札幌市: 日本國有鐵道北海道總局. 1973-3-25: 46. ASIN B000J9RBUY （日语）.
7. ↑  書籍《追憶の鉄路 北海道廃止ローカル線写真集》（著：工藤裕之，北海道新聞社，2011年12月發行）241頁。
8. 1 2  書籍《北海道道路地図 改訂版》（地勢堂，1980年3月發行）12頁。
9. ↑  書籍《鉄道廃線跡を歩くVI》（JTB出版，1999年3月發行）40頁。
10. ↑  書籍《新 鉄道廃線跡を歩く1 北海道・北東北編》（JTB出版，2010年4月發行）89頁。

## 外部連結
- 國道之風景 ～路線236～（38） （页面存档备份，存于）（日語） - 十勝毎日新聞（日语：十勝毎日新聞）中介紹「石坂善七之碑」。當中提及了石坂站。